# Cetonana aculifera
Cetonana aculifera là một loài nhện trong họ Trachelidae.
Loài này thuộc chi Cetonana. Cetonana aculifera được Embrik Strand miêu tả năm 1916.